# Eccellenza Trentino-Alto Adige 2022-2023
Il campionato italiano di calcio di Eccellenza regionale 2022-2023 è il trentaduesimo organizzato in Italia. Rappresenta il quinto livello del sistema calcistico nazionale.

## Stagione
Dopo le due stagioni precedenti a 18 squadre, quest'anno si torna alle consuete 16 squadre: le 14 rimaste dalla scorsa stagione più le due promosse dalla Promozione: Rovereto e Weinstraße Süd.

### Formula
La prima classificata viene promossa in Serie D, la seconda classificata viene ammessa agli spareggi nazionali e le ultime tre classificate retrocedono direttamente in Promozione 2023-2024. In caso di arrivo a pari punti per il primo, secondo o terzultimo posto si effettueranno uno o più spareggi.

## Squadre partecipanti
| Club                     | Città                                | Stadio                             | Stagione precedente                  |
| ------------------------ | ------------------------------------ | ---------------------------------- | ------------------------------------ |
| A.S.D. Anaune Val di Non | Cles (TN)                            | Stadio Comunale di Cles            | 15º posto in Eccellenza              |
| U.S.D. Arco 1895         | Arco (TN)                            | Stadio Comunale di Arco            | 13º posto in Eccellenza              |
| F.C. Bozner              | Bolzano                              | Stadio Talvera-Bozner Arena        | 5º posto in Eccellenza               |
| S.S.V. Brixen A.S.V.     | Bressanone (BZ)                      | Campo jugendhort - Klaus Seebacher | 9º posto in Eccellenza               |
| A.S.D. Comano T. Fiave   | Comano Terme (TN)                    | Campo sportivo di Ponte Arche      | 7º posto in Eccellenza               |
| U.S. Lana Sportverein    | Lana (BZ)                            | Campo comunale Raika               | 3º posto in Eccellenza               |
| U.S. Lavis A.S.D.        | Lavis (TN)                           | Campo sintetico di Lavis           | 6º posto in Eccellenza               |
| D.F.C. Obermais          | Merano (Maia Alta) (BZ)              | Campo Sportivo Lahn                | 8º posto in Eccellenza               |
| A.S.D. Mori S. Stefano   | Mori (TN)                            | Stadio Comunale (sintetico)        | 14º posto in Eccellenza              |
| F.C. Rovereto            | Rovereto (TN)                        | Stadio Quercia                     | 1º posto in Promozione, gir. Trento  |
| A.S.C. St. Georgen       | San Giorgio di Brunico (BZ)          | Campo sportivo di San Giorgio      | 2º posto in Eccellenza               |
| F.C.D. St. Pauls         | San Paolo di Appiano (BZ)            | Centro sportivo Maso Ronco         | 10º posto in Eccellenza              |
| A.S.V. S.S.D. Stegen     | Stegona di Brunico (BZ)              | Campo sportivo                     | 12º posto in Eccellenza              |
| A.S.V. Tramin Fussball   | Termeno (BZ)                         | Zona sportiva Termeno              | 4º posto in Eccellenza               |
| U.S.D. Vipo Trento       | Trento                               | Campo sportivo Gabbiolo            | 11º posto in Eccellenza              |
| S.S.W. Weinstraße Süd    | Cortaccia sulla Strada del Vino (BZ) | Stadio Comunale di Cortaccia       | 1º posto in Promozione, gir. Bolzano |

## Classifica finale
|  | Pos. | Squadra            | Pt | G  | V  | N  | P  | GF | GS | DR  |
|  | ---- | ------------------ | -- | -- | -- | -- | -- | -- | -- | --- |
|  | 1.   | Mori Santo Stefano | 64 | 30 | 19 | 7  | 4  | 53 | 30 | +23 |
|  | 2.   | Lavis              | 60 | 30 | 18 | 6  | 6  | 65 | 30 | +35 |
|  | 3.   | Tramin             | 52 | 30 | 15 | 7  | 8  | 57 | 40 | +17 |
|  | 4.   | St. Georgen        | 52 | 30 | 15 | 7  | 8  | 46 | 32 | +14 |
|  | 5.   | Maia Alta Obermais | 49 | 30 | 13 | 11 | 6  | 43 | 37 | +6  |
|  | 6.   | Anaune Val di Non  | 47 | 30 | 12 | 11 | 7  | 42 | 37 | +5  |
|  | 7.   | Bozner             | 40 | 30 | 11 | 7  | 12 | 50 | 52 | -2  |
|  | 8.   | Rovereto           | 38 | 30 | 10 | 8  | 12 | 36 | 44 | -8  |
|  | 9.   | ViPo Trento        | 35 | 30 | 9  | 8  | 13 | 46 | 57 | -11 |
|  | 10.  | Stegen             | 34 | 30 | 8  | 10 | 12 | 36 | 40 | -4  |
|  | 11.  | Comano Terme Fiavé | 33 | 30 | 8  | 9  | 13 | 36 | 37 | -1  |
|  | 12.  | St. Pauls          | 33 | 30 | 9  | 6  | 15 | 38 | 50 | -12 |
|  | 13.  | Lana               | 32 | 30 | 7  | 11 | 12 | 37 | 49 | -12 |
|  | 14.  | Arco               | 30 | 30 | 8  | 6  | 16 | 38 | 50 | -12 |
|  | 15.  | Weinstraße Süd     | 29 | 30 | 8  | 5  | 17 | 38 | 58 | -20 |
|  | 16.  | Brixen             | 28 | 30 | 6  | 10 | 14 | 31 | 49 | -18 |

Legenda:
       Promossa in Serie D 2023-2024.
       Ammessa agli spareggi nazionali.
       Retrocesse in Promozione Trentino-Alto Adige 2023-2024.
Note:
Tre punti a vittoria, uno a pareggio, zero a sconfitta.
Regolamento
La classifica finale tiene conto di:
- Punti.
- Differenza reti generale.
- Reti realizzate.

## Risultati

### Tabellone
|                    | Ana  | Arc  | Boz  | Bri  | Com  | Lan  | Lav  | Mai  | Mor  | Rov  | StG  | StP  | Ste  | Tra  | Vip  | Wei  |
| ------------------ | ---- | ---- | ---- | ---- | ---- | ---- | ---- | ---- | ---- | ---- | ---- | ---- | ---- | ---- | ---- | ---- |
| Anaune Val di Non  | –––– | 2-1  | 1-0  | 1-1  | 1-0  | 0-0  | 1-0  | 3-1  | 0-2  | 1-1  | 2-1  | 1-1  | 1-1  | 0-0  | 3-0  | 4-2  |
| Arco 1895          | 0-0  | –––– | 2-3  | 0-0  | 3-0  | 1-1  | 1-0  | 1-1  | 2-3  | 0-1  | 0-1  | 4-0  | 2-1  | 2-2  | 3-1  | 0-1  |
| Bozner             | 2-2  | 3-2  | –––– | 0-0  | 1-2  | 2-1  | 1-1  | 2-3  | 1-2  | 1-1  | 4-1  | 1-2  | 2-2  | 1-2  | 3-0  | 3-0  |
| Brixen             | 2-2  | 2-1  | 2-3  | –––– | 1-0  | 1-1  | 1-1  | 0-1  | 1-2  | 1-0  | 1-1  | 3-1  | 0-1  | 0-0  | 2-4  | 1-0  |
| Comano Terme Fiave | 1-2  | 1-2  | 0-0  | 4-0  | –––– | 1-1  | 0-1  | 1-2  | 1-0  | 1-0  | 4-0  | 2-0  | 0-1  | 0-3  | 0-0  | 1-2  |
| Lana Sportveren    | 1-3  | 0-2  | 2-0  | 1-0  | 3-0  | –––– | 3-3  | 2-0  | 0-1  | 0-0  | 0-2  | 2-2  | 1-1  | 2-2  | 1-1  | 2-1  |
| Lavis              | 2-0  | 3-1  | 6-3  | 2-0  | 1-1  | 1-0  | –––– | 5-1  | 0-2  | 2-1  | 0-0  | 2-1  | 4-0  | 5-0  | 5-0  | 4-3  |
| Maia Alta/Obermais | 2-0  | 1-2  | 1-1  | 4-2  | 0-0  | 3-1  | 2-1  | –––– | 1-1  | 3-0  | 1-1  | 0-0  | 3-2  | 0-1  | 3-1  | 0-0  |
| Mori Santo Stefano | 1-0  | 3-1  | 4-2  | 4-0  | 0-0  | 3-0  | 2-1  | 1-2  | –––– | 2-2  | 0-4  | 2-1  | 1-1  | 3-1  | 1-0  | 3-1  |
| Rovereto           | 0-4  | 3-1  | 0-1  | 1-1  | 1-1  | 3-1  | 0-2  | 2-1  | 2-2  | –––– | 1-0  | 1-0  | 1-2  | 0-3  | 1-3  | 2-3  |
| St. Georgen        | 4-0  | 2-0  | 0-1  | 3-2  | 2-2  | 3-2  | 0-3  | 0-0  | 1-1  | 0-1  | –––– | 3-1  | 2-1  | 0-2  | 4-1  | 3-1  |
| St. Pauls          | 2-2  | 1-1  | 2-1  | 2-1  | 3-2  | 1-2  | 0-0  | 1-1  | 0-1  | 2-1  | 1-3  | –––– | 2-0  | 3-1  | 0-1  | 1-3  |
| Stegen             | 2-2  | 4-0  | 3-0  | 2-2  | 1-0  | 2-0  | 0-1  | 2-4  | 0-0  | 1-2  | 0-0  | 1-0  | –––– | 3-3  | 0-1  | 0-1  |
| Tramin Fussball    | 3-1  | 3-0  | 4-0  | 1-2  | 1-3  | 6-0  | 0-0  | 3-0  | 1-2  | 3-1  | 0-2  | 3-0  | 1-0  | –––– | 1-3  | 2-0  |
| Vipo Trento        | 4-0  | 2-3  | 2-4  | 2-0  | 3-3  | 1-1  | 2-3  | 1-1  | 2-1  | 1-1  | 0-1  | 1-4  | 3-1  | 4-4  | –––– | 1-2  |
| Weinstraße Süd     | 0-3  | 0-2  | 2-3  | 1-2  | 2-3  | 2-2  | 4-3  | 1-0  | 2-3  | 1-1  | 0-2  | 1-4  | 1-1  | 0-1  | 1-1  | –––– |